# 赤い機関車ジェームズ
『赤い機関車ジェームズ（汽車のえほん3）』（あかいきかんしゃジェームス（きしゃのえほん3））（原題 : James the Red Engine）は、低学年の児童向け絵本シリーズ「汽車のえほん」の第3巻である。

## 概要
1948年9月にイギリスで発行されたウィルバート・オードリー牧師執筆による汽車のえほんシリーズの第3巻。4話の短編作品を収録した低学年の児童向け絵本。レジナルド・ダルビーが初めて本シリーズの挿絵を担当した。ポプラ社から1973年11月に日本語訳が出版されていたが、2004年ごろ品切重版未定となり、2005年に新装改訂版が出版された。また2010年12月ではミニ新装版が発売された。新装改訂版以降はTVシリーズの表記に準じて「赤い機関車ジェームス」となっている。

## 成立の過程
成立の過程は、汽車のえほんの中で詳述。第2巻の最後の話に出てきたジェームスをクローズアップした巻。オードリー牧師は全26巻中一番気に入っていない巻として当巻を上げている。おそらく初担当のレジナルド・ダルビーの挿絵に不満があったせいと思われる。また、締め切りに追われて閃きがないまま無理に物語を作ってしまったから好きな巻ではないとも言っている。
1948年1月1日からアトリー労働党内閣の基幹産業国有化政策によってイギリス国鉄が発足し、ソドー島の鉄道も例外無く国鉄の一支局に組み込まれることになり、この巻で早速設定を変更している。

## 収録作品
- ジェームスとぼうし(James and the Top-Hat)
- ジェームスとブーツのかわひも(James and the Bootlace)
- いたずら貨車(Troublesome Trucks)
- 急行をひいたジェームス(James and the Express)

## 登場キャラクター
テレビシリーズの機関車紹介と重複する解説は省略、本巻の内容で特筆すべきものを紹介。
メインキャラクター
- ジェームス：この巻だけは、屋根の上部もボディと同色で赤く塗られている。実際の機関車とは異なり、真空ブレーキホースの位置が真ん中になっており、列車種別標識灯も中央に一個の時がある。ふとっちょの局長の帽子に蒸気を吹きかけ台無しにしてしまうが、これはオードリー牧師がベルギーのヘントの駅で目撃した出来事が元となっている。
- エドワード：サイドロッドまで青く塗られている。
- トーマス：車体番号を書き忘れているうえ、列車種別標識灯が付いていない。さらにサイドロッドまで青く塗られている。
- ゴードン
- ヘンリー：青い塗装。同色のゴードンとの描き分けに苦労している。

サブキャラクター
- 小さな機関車：恐らく青いタンク機関車。35ページの挿絵の右側に小さく登場、「ブーツの皮ひもは持ったかい」とジェームスを冷やかす。この例のように、シリーズ初期には形式が特定されていない機関車が時々登場する。
- コンパートメント客車：ノン・コリダー・コンパートメントの実車で最大の10区画に収まってはいるが、ダルビーの挿絵では7 - 10区画と一貫性の無い挿絵で客車を描いてしまっていて、長さもまちまちである。

人物
- ジェレマイア・ジョブリング：ジェームスにブーツの皮ひもを貸した客。